# روز کوتاه کاری
روز کوتاه کاری (به لهستانی: Krótki dzień pracy) نام یک فیلم لهستانی به کارگردانی کریشتوف کیشلوفسکی است. این فیلم در سال ۱۹۸۱ ساخته‌شده‌است.

## دربارهٔ فیلم
کارگردان لهستانی کریشتوف کیشلوفسکی در این فیلم در تلاش است تا وقایع تظاهرات کارگران را در ژوئن ۷۶ در رادوم را به تصویر بکشد. وضعیت ارائه شده در این فیلم بر اساس اتفاقات واقعی بوده و فضای فیلم تا حد زیادی مستندسازی اتفاقات واقعی می‌باشد.
فیلم در سال ۱۹۸۱ به پایان رسید اما سر انجام در سال ۱۹۹۶ در تلویزیون به نمایش درآمد. با این حال در طی این ۱۵ سال چندین بار در انجمن‌ها و باشگاه فیلم به نمایش درآمد.